# سبد موسی

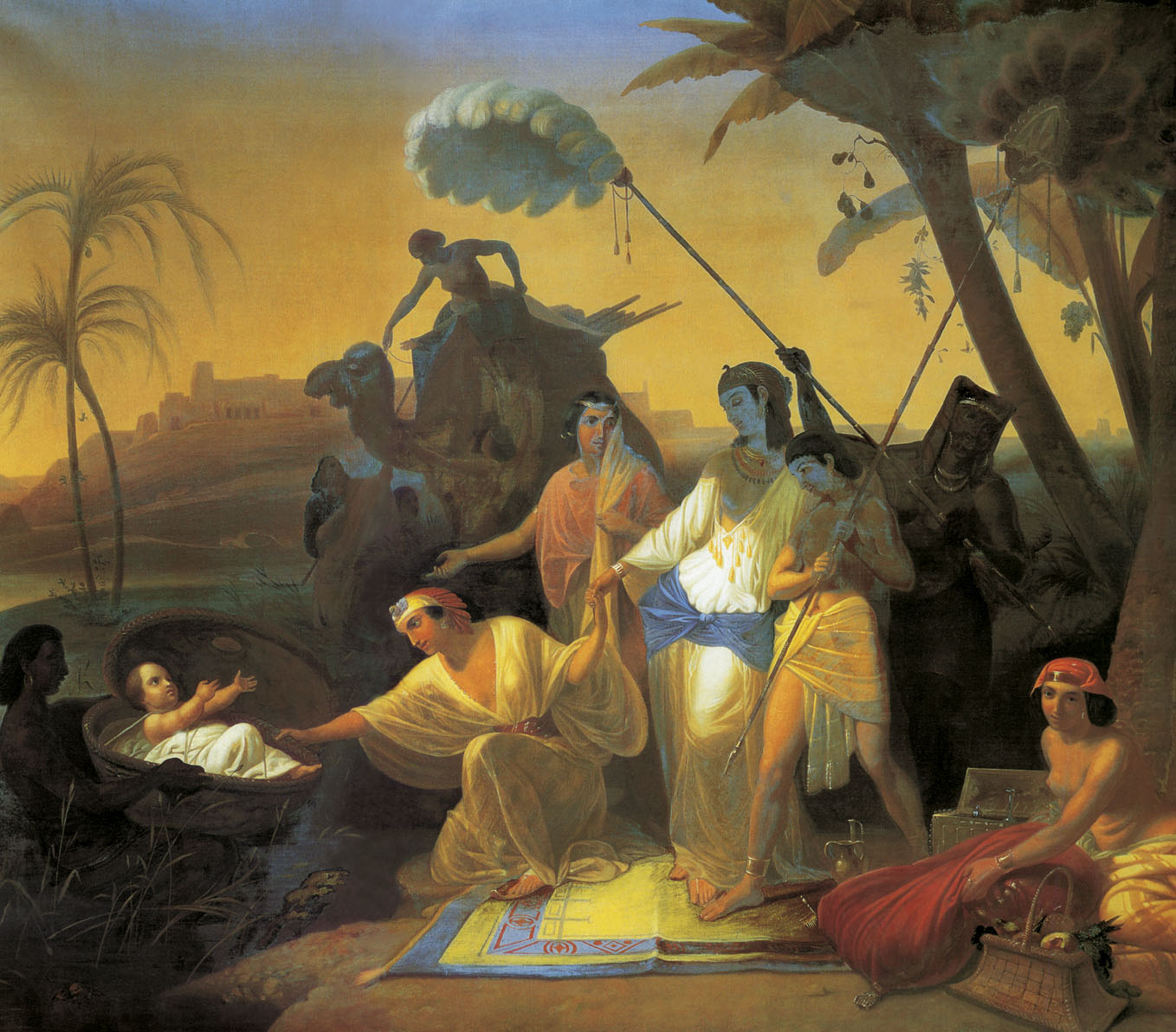
یک نقاشی اثر کنستانتین فلاویتسکی از پیدا شدن موسی در سبد توسط آسیه همسر فرعون.

در روایت متن عهد عتیق، کتاب مقدس مسیحیان، سبد موسی، سبد یا زنبیلی حصیری و قیراندود بود که موسی پیامبر زمانی که نوزادی سه‌ماهه بود در آن قرار داده شده و بر روی رودخانه رها شده بود.
این سبد را در عبری תֵּבָה (تِباه) می‌نامند.

## روایت عهد عتیق
رامسیس، فرعون مصر، شبی در خواب دید آتشی از طرف بیت‌المقدس شعله‌ور شد و همه خانه‌ها را سوزاند. فرعون برای تعبیر خوابش به سراغ جادوگران رفت و آن‌ها گفتند پسری از بنی اسرائیل به دنیا خواهد آمد که تو و یارانت را نابود خواهد کرد.
رامسیس دستور داد تا از همبستر شدن مردها و زن‌ها جلوگیری شود و قابله‌هایی گمارده و مراقب زایمان زن‌ها باشند و اگر نوزاد پسر بود نابودش کنند. با به دنیا آمدن موسی، قابله وی از کشتن موسی صرفنظر کرد. بدین ترتیب ۳ ماه از ماجرا گذشت و زمانی‌که مادر بیمناک لو رفتن قضیه شد تصمیم گرفت موسی را به نیل اندازد. برای همین به سراغ نجاری رفت و از او خواست سبدی مخصوص برایش بسازد.
بنا به روایت عهد عتیق یوکابد (مادر موسی) فرزندش را در این سبد قرار داده و در میان نیزار کنار رود نیل رها کرد، آسیه (دختر فرعون-در قرآن همسر فرعون) که مشغول شستشو در رودخانه بود، پسر را در سبد دید و دلش به حال او سوخت. «مریم» این وقایع را مشاهده کرد و به «آسیه» پیشنهاد کرد تا زنی از عبرانیان را فرابخواند که کودک را شیر دهد. پس از موافقت آسیه، مریم نیز مادرش را برای شیر دادن به موسی به قصر فرعون آورد.